# Durningen
Durningen es una localidad y comuna francesa, situada en el departamento de Bajo Rin en la región de Alsacia. Tiene una población de 590 habitantes y una densidad de 147 h/km².

## Demografía
| 263 | 262 | 291 | 341 | 444 | 590 |
| Para los censos de 1962 a 1999 la población legal corresponde a la población sin duplicidades (Fuente: INSEE [Consultar]) |     |     |     |     |     |